# ヴェロシティ・ラン
『ヴェロシティ・ラン』（原題: Velocity Trap）は、アメリカ合衆国の映画。

## キャスト
| 役名   | 俳優                   | 日本語吹替 |
| ------ | ---------------------- | ---------- |
| レイ   | オリヴィエ・グラナー   | 平尾仁     |
|        | ブルース・ウェイツ     |            |
| ベス   | アリシア・コッポラ     | 麻生侑里   |
| アリス | ジョージャ・フォックス | 松乃薫     |
|        | クレイグ・ワッソン     |            |
| ニック | ケン・オランド         | 横堀悦夫   |

- その他の日本語吹き替え：益富信孝／土師孝也／増子倭文江／若林久弥／筒井巧／五十嵐明／出光秀一郎／山賀教弘／天田益男／椿真由美／岡本明子